# Zeffiro Furiassi
Zeffiro Furiassi (Pesaro, 19 de janeiro de 1923 - 4 de novembro de 1974) foi um futebolista italiano que atuava como defensor.

## Carreira
Zeffiro Furiassi fez parte do elenco da Seleção Italiana de Futebol na Copa do Mundo de 1950, no Brasil. Ele atuou em duas partidas.